# Feminism materialist
Feminism materialist evidențiază capitalismul și patriarhatul ca fiind centrale în înțelegerea opresiunii femeilor. În cadrul feminismului materialist, genul este privit ca o construcție socială, iar societatea forțează roluri de gen, precum sarcina, asupra femeilor. Viziunea ideală a feminismului materialist este o societate în care femeile sunt tratate social și economic la fel ca bărbații. Teoria se concentrează asupra schimbării sociale, mai degrabă decât a căuta transformarea în sistemul capitalist. Jennifer Wicke, definește feminismul materialist drept „un feminism care insistă să examineze condițiile materiale în care se dezvoltă aranjamentele sociale, inclusiv cele ale ierarhiei de gen ... Feminismul materialist evită să vadă această ierarhie de gen ca efect al unui singur ... patriarhat și în schimb, măsoară rețeaua relațiilor sociale și psihice care alcătuiesc un moment material, istoric”. Ea afirmă că „... feminismul materialist susține că condițiile materiale de tot felul joacă un rol vital în producția socială a genului și analizează diferitele moduri în care femeile colaborează și participă la aceste producții”. Feminismul materialist ia în considerare, de asemenea, modul în care femeile și bărbații din rase și etnii diferite sunt păstrate în statutul lor economic mai scăzut datorită dezechilibrului de putere care privilegiează pe cei care au deja privilegii, protejând astfel status quo-ul. Feministele materialiste se întreabă dacă oamenii au acces la educație gratuită, dacă pot urmări cariere, au acces sau posibilitatea de a deveni bogați și, dacă nu, ce constrângeri economice sau sociale îi împiedică să facă acest lucru și cum se poate schimba acest lucru.